# 4K44 Redut

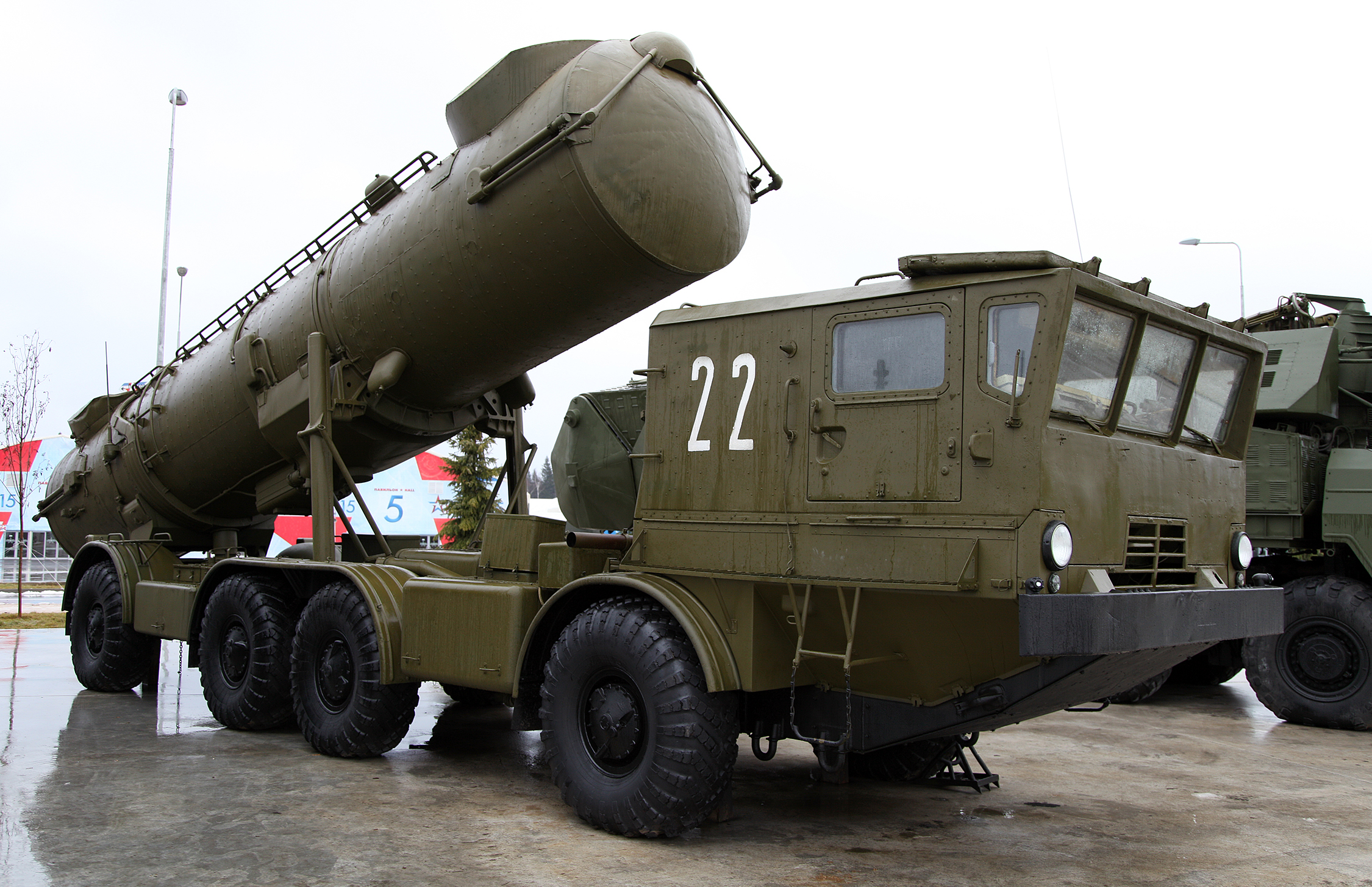

4K44 Redut là 1 tổ hợp tên lửa phòng thủ bờ biển di động do Liên Xô phát triển từ những năm 1950-1960 và đưa vào sử dụng trong thập niên 60,tổ hợp được dùng cho nhiệm vụ tấn công tiêu diệt các mục tiêu trên biển tầm xa.Tên định danh của NATO là SSC-1.Tổ hợp chiến đấu tiêu chuẩn gồm có:1 xe radar chỉ huy và 3 xe mang bệ giá phóng tên lửa P-35 Pyatyorka.

## Tổ hợp 4K44
Thành phần của 4K44 gồm: Xe radar 4R45 Skala điều khiển và xe mang bệ giá phóng (mỗi xe mang 1 quả tên lửa) ZIL-135K triển khai trên xe phóng SPU-35B hoặc SPU-35V. Thông thường, một tổ hợp bố trí một xe radar Skala và 3 xe mang tên lửa. Tên lửa được đặt trong ống phóng ZIL-135K và được đặt trên xe tải BAZ-135MB 8x8 bánh. Mỗi xe phóng được vận hành bởi 5 người, thời gian triển khai sẵn sàng chiến đấu khoảng 30 phút.
4K44 sử dụng tên lửa hành trình đối hạm tầm xa P-35 (1 biến thể chống hạm tầm xa của tên lửa đạn đạo hạt nhân chiến thuật P-5 Pyatyorka),ký hiệu của NATO là SS-N-3 Shaddock. Đây là loại tên lửa cỡ lớn, dài gần 10m, đường kính thân 1,5m, sải cánh 5 m, trọng lượng phóng 5 tấn. P-35 lắp đầu đạn thuốc nổ nặng 800 – 1.000 kg TNT đem lại sức công phá khủng khiếp, thừa sức đánh chìm chiến hạm cỡ lớn trên 7000 tấn và có thể đánh chìm cả tàu sân bay.Tên lửa sử dụng 2 động cơ là động cơ khởi tốc (nhằm đẩy tên lửa xuất phát) và động cơ hành trình dùng nhiên liệu rắn KRD-26 (động cơ đưa tên lửa tới mục tiêu). P-35 dùng nhiên liệu rắn 4L44, tốc độ hành trình của phiên bản tên lửa hạt nhân chiến thuật P-5 là cận âm. Phiên bản tên lửa bờ chống hạm P-35 cũng có tốc độ hành trình cận âm. Tuy nhiên, khi tiếp cận mục tiêu ở khoảng cách từ 1,5 đến 2 km, tên lửa có thể hạ thấp độ cao xuống còn vài chục mét và tăng tốc độ siêu âm 1,4 Mach để tấn công mục tiêu.
Tên lửa P-5 là loại tên lửa đạn đạo mang đầu đạn hạt nhân được Liên Xô phát triển trang bị cho các lớp tàu ngầm Tàu ngầm lớp Whiskey,Tàu ngầm lớp Juliett,Tàu ngầm lớp Echo nhằm tấn công các mục tiêu hiểm yếu trên đất liền. Sau này P-5 được phát triển thành các phiên bản P-6,P-7 trang bị cho tàu tuần dương Tàu tuần dương lớp Kynda,Tàu tuần dương lớp Kresta I và P-35 trang bị cho hệ thống tên lửa phòng thủ bờ biển di động.

## Hoạt động
Tên lửa dùng hệ dẫn đường quán tính kết hợp radar chủ động dẫn pha cuối. Đặc biệt, ở pha giữa nó có thể tiếp nhận thông tin mục tiêu từ trực thăng trinh sát săn ngầm Kamov Ka-25/Kamov Ka-27, máy bay tuần thám biển Tu-95RT hay máy bay trinh sát Tu-16D. Cự li của tổ hợp 4K44-A là 450 km, 4K44-B là 500 km, có thể đạt tới 550–750 km ở các phiên bản hiện đại hóa như REDUT-M..Tên lửa có độ cao hành trình từ 100-400m, hoặc có thể bay cao từ 4.000-7.000m trong trường hợp dùng radar của tên lửa để dẫn đường cho các tên lửa khác. Ở pha cuối tên lửa hạ thấp độ cao xuống dưới 100 mét trước khi lao đến mục tiêu.
Trong trường hợp không có sự hỗ trợ dẫn hướng từ các máy bay trinh sát, sĩ quan điều khiển tên lửa sẽ phóng 3-4 tên lửa cùng lúc. Một trong số các tên lửa này sẽ được điều khiển bay lên cao hơn so với các tên lửa khác. Tên lửa này sẽ dùng radar của mình để dẫn đường cho các tên lửa còn lại tấn công một tàu hoặc nhóm tàu được phát hiện bởi các radar cảnh giới.

## Các quốc gia sử dụng tổ hợp 4K44
- Liên Xô
- Nga [2]
- Nam Tư
- Syria
- Việt Nam

## Hoạt động trong Hải quân Nhân dân Việt Nam
4K44 được nhiều lực lượng hải quân trên thế giới sử dụng trong đó có Hải quân Nhân dân Việt Nam.Được viện trợ từ những năm 1980 cùng tổ hợp 4K51 Rubezh từ phía Liên Xô nhằm trang bị cho Binh chủng Tên lửa-Pháo bờ biển, Quân đội Nhân dân Việt Nam mới thành lập sau Chiến tranh Việt Nam,tổ hợp 4K44 Redut-B cùng tổ hợp 4K51 Rubezh đã phục vụ trong Quân đội nhân dân Việt Nam hàng chục năm nay và đã trở thành một trong những lá chắn tên lửa của Đoàn tên lửa 679 bảo vệ chủ quyền lãnh hải của Việt Nam hướng ra Biển Đông. Hiện nay, phiên bản tên lửa P-35 Pyatyorka trang bị cho tổ hợp 4K44 đã được Việt Nam nghiên cứu chế tạo thành công nhằm trang bị cho tổ hợp này với tầm bắn 550 km. Loại tên lửa P-15M Termit cũng đã được Viện tên lửa thuộc Viện Khoa học và Công nghệ Quân sự,Bộ Quốc phòng chế tạo nhằm trang bị cho tổ hợp 4K51 Rubezh,Tàu tên lửa lớp Osa,Molniya Project 1241.1 (Tarantul I) của Hải quân Nhân dân Việt Nam.
Tổ hợp 4K51 Rubezh,tổ hợp 4K44 Redut và tổ hợp K-300P Bastion-P là 3 lá chắn phòng thủ bờ biển hiện đại nhất của Hải quân Nhân dân Việt Nam.